# NGC 3206
NGC 3206 é uma galáxia espiral barrada (SBc) localizada na direcção da constelação de Ursa Major. Possui uma declinação de +56° 55' 51" e uma ascensão recta de 10 horas, 21 minutos e 47,6 segundos.
A galáxia NGC 3206 foi descoberta em 8 de Abril de 1793 por William Herschel.